# Werner Albrecht (Politiker, 1921)
Werner Albrecht (* 19. Februar 1921 in Leipzig; † 6. Januar 1993 in Berlin) war ein deutscher Politiker der Sozialistischen Einheitspartei Deutschlands (SED) in der Deutschen Demokratischen Republik (DDR). Er war von 1972 bis 1981 Leiter der „Allgemeinen Abteilung“ des Zentralkomitees (ZK) der SED. 

## Leben
Nach der Ermordung seines Vaters durch die Nationalsozialisten ging Werner Albrecht mit seiner Familie 1934 in die Emigration in die Tschechoslowakei und im August 1934 in die Sowjetunion. Bis 1938 lebte er in einem Heim für Kinder von politischen Emigranten in Moskau und besuchte die Mittelschule. 1939 erhielt er die sowjetische Staatsbürgerschaft und trat in den Komsomol ein. Von 1939 bis 1941 studierte Albrecht Medizin an der Lomonossow-Universität in Moskau und in Frunse in Kirgisien. Von 1942 bis 1945 wurde Albrecht als Arzthelfer in der Roten Armee eingesetzt. Nach dem Ende des Krieges bis 1947 arbeitete Albrecht als Elektromonteur in Schpola bei Kiew.
1947 kehrte Albrecht nach Deutschland zurück und trat in die SED ein. Bis 1950 war er Übersetzer und politischer Mitarbeiter in der Allgemeinen Abteilung des Zentralkomitees der SED, die für die Kontakte zur Kommunistischen Partei der Sowjetunion (KPdSU) zuständig war. 1968 machte Albrecht an der Humboldt-Universität Berlin den Abschluss als Diplom-Sprachmittler für Russisch. 1969 bis 1970 studierte Albrecht an der Parteihochschule der KPdSU in Moskau. Nach seiner Rückkehr wurde er 1971 stellvertretender Leiter und 1972 Leiter der Allgemeinen Abteilung beim ZK der SED. 1981 ging Albrecht in den Ruhestand. Bis 1989 war Albrecht im Komitee der Antifaschistischen Widerstandskämpfer aktiv.
Er erhielt ein Ehrengrab in der Gräberanlage für Opfer des Faschismus und Verfolgte des Naziregimes auf dem Zentralfriedhof Friedrichsfelde in Berlin.

## Ehrungen
- 1965 sowjetische Medaille „20. Jahrestag des Sieges im Großen Vaterländischen Krieg 1941–1945“
- 1969 Vaterländischer Verdienstorden in Silber
- 1981 Vaterländischer Verdienstorden in Gold
- 1986 Ehrenspange zum Vaterländischen Verdienstorden